# Olivier de Bavinchove
Teniente general Olivier de Bavinchove exjefe de Estado Mayor de las Fuerzas Armadas de Francia y excomandante del mando del Eurocuerpo desde el 1 de julio de 2011 hasta el 28 de junio de 2013 sustituido por militar belga Guy Buchsenschmidt. Después de servir durante dos años como Comandante del Cuartel General de la Fuerza Terrestre primera (EMF 1) en Besançon (Francia). El 1 de noviembre de 2011 tomó el cargo de Jefe de Estado Mayor de la OTAN-ISAF, comandada por el general estadounidense John R. Allen.

## Biografía

### Mandos
Anteriormente, el teniente general de Bavinchove dirigió el componente francés de la Fuerza Provisional de las Naciones Unidas en el Líbano (FPNUL) y también fue nombrado Jefe de Estado Mayor del UNIFIL entre principios de agosto de 2008 y finales de julio de 2009. 
Antes de su nombramiento como Jefe de Estado Mayor (COS por sus siglas en inglés) del UNIFIL, estuvo al mando del departamento de reclutamiento en el Comando de Recursos Humanos del Ejército, que actuó también como representante especial del Ministro de Defensa para poner en práctica el "plan de igualdad". Escritor de discursos para el Jefe de Estado Mayor de la Defensa (CHOD) entre 2004 y 2006, lo que también se desempeñó como delegado ante el jefe de los Estudios Militares Estratégicos del Departamento de Estado Mayor de Defensa Conjunta. 
Él ordenó la primera regimiento de paracaídistas Húsares en Tarbes (Francia) - regimiento de reconocimiento de la Brigada Aerotransportada 11 estacionada en Toulouse (Francia) - tiempo durante el cual desplegó su regimiento como un Grupo de Trabajo de Armas Combinadas para Chad. 
Como capitán mandó a la primera escuadrilla / 1 º Regimiento de Húsares de Paracaidistas. Se desempeñó en varias asignaciones de personal: el personal militar durante el proceso de profesionalización, batallones blindados y paracaidistas, división (2 ª División Blindada) y (Fuerza de Acción Rápida - FAR) cuerpo oficial de operaciones. Además de los puestos mencionados anteriormente, ocupó cargos de instructor de liderazgo en la Escuela Blindada y la Escuela de Estado Mayor del Comando Conjunto. 

### Estudios
Teniente General de Bavinchove se graduó en la Academia Militar de Saint-Cyr en 1978. Se graduó en el Curso Oficial Armadura básica y avanzada, el Curso Avanzado de Paracaidista, el Comando del Ejército francés y Estado Mayor General, el Estado Mayor Conjunto, el francés Escuela Superior de Guerra (CHEM) y el Instituto de Altos Estudios de la Defensa Nacional (IHEDN).

### Condecoraciones
Sus premios incluyen la Legión de Honor francesa (Grado de Oficial), la Orden Nacional del Mérito (Grado de Oficial).

### Participaciones
Su experiencia incluye el teatro de operaciones Bosnia-Herzegovina como jefe de la UNPROFOR J5 en 1992/1993, el Chad, África Central, Nueva Caledonia, el Líbano y la actual guerra en Afganistán.
Durante su comandancia en la guerra de Afganistán, el período 2012-2013 fue de gran actividad, con la transferencia gradual de la responsabilidad de la seguridad a las fuerzas de seguridad afganas y de la retirada continua de fuerzas de la OTAN, lo que implicó una reorganización de las estructuras de mando y la redistribución de las unidades de combate.

### Vida privada
Teniente General de Bavinchove está casado con Isabelle y tienen dos hijos, Louis-Marie y Margaret. Sus intereses incluyen antiguas casas de campo en Bretaña, montando motocicletas rápidas, buscando por todas partes y la navegación a lo largo de la costa del Atlántico. Corriente.